# Нельська вежа
48°51′27″ пн. ш. 2°20′14″ сх. д. / 48.8575° пн. ш. 2.337222° сх. д.

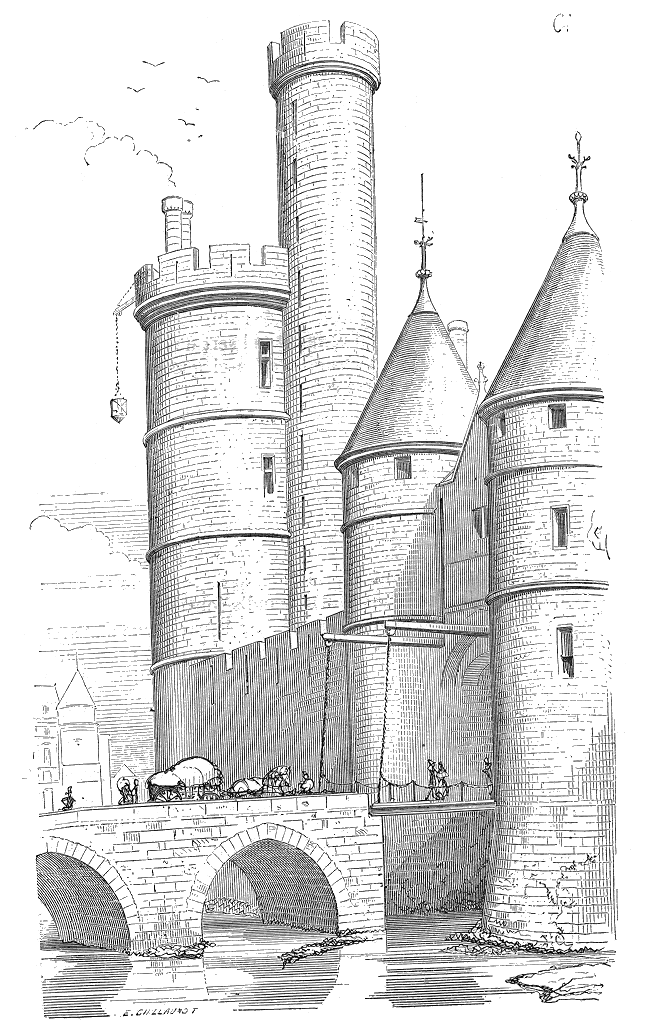
Нельська вежа у середньовіччя. Малюнок Ежена Еммануеля Віолле-ле-Дюка. Середина 19 століття

Нельська вежа або Нельська башта (фр. tour de Nesle) — колишня сторожева вежа старої міської стіни Парижа на лівому березі річки Сени. Стала широко відома після так званої «Справи Нельської вежі» 1314 року.

## Історія
Нельська вежа побудована 1220 року за часів правління Філіпа II Августа. В 1308 році була придбана Філіпом IV. Знесена 1665 року. Тепер на місці, де були резиденція і Нельска вежа, розташовані Інститут Франції та Бібліотека Мазаріні.